# Carl Wilhelm Scheele
Carl Wilhelm Scheele (9. prosince 1742 Stralsund – 21. května 1786 Köping) byl švédský chemik německého původu, objevitel mnoha chemických látek. Je známý především díky objevu kyslíku, dusíku a wolframu.

## Život a výzkum
Scheele pracoval jako farmakolog ve Stockholmu, v Uppsale (1770–1775) a později v Köpingu. V roce 1772 objevil kyslík, roku 1773 pak dusík (kyslík objevil roku 1774 ještě Joseph Priestley). Své objevy publikoval ve své jediné knize, Chemische Abhandlung von der Luft und dem Feuer (Chemické pojednání o vzduchu a ohni) vydané roku 1777. V ní vysvětlil mj. pojmy šíření tepla a tepelné záření. Objevil také černání chloridu stříbrného UV paprsky, což byl důležitý moment pro fotografii.
Scheele objevil také další chemické prvky: baryum (1774), chlór (1774), mangan (1774), molybden (1778) a wolfram (1781) a dále několik chemických sloučenin – kyselinu citrónovou, glycerol, kyanovodík, fluorovodík a sirovodík. Mimo jiné objevil proces podobný pasterizaci.
Scheele často pracoval ve ztížených podmínkách a v nebezpečných situacích. Jedním z jeho zlozvyků bylo ochutnávat chemikálie, které objevil. Zemřel předčasnou smrtí; posmrtné symptomy byly podobné otravě rtutí.
V roce 1821 byl po něm pojmenován minerál scheelit. Na přivrácené straně Měsíce je po něm od roku 1976 pojmenován kráter Scheele. Jeho jméno nese i cena udělovaná švédskou farmaceutickou asociací Apotekarsocieteten.